# Cymatura orientalis
Cymatura orientalis es una especie de escarabajo longicornio del género Cymatura, tribu Xylorhizini, subfamilia Lamiinae. Fue descrita científicamente por Breuning en 1968.
La especie se mantiene activa durante el mes de diciembre.

## Descripción
Mide 15-25 milímetros de longitud.

## Distribución
Se distribuye por Malaui y Tanzania.